# Memphis Hustle 2019-2020
La stagione 2019-20 dei Memphis Hustle fu la 3ª nella NBA D-League per la franchigia.
I Memphis Hustle al momento dell'interruzione della stagione a causa della pandemia da COVID-19, erano primi nella Midwest Division con un record di 26-15.

## Roster
| N° | Naz.                   | Ruolo | Sportivo                | Anno | Alt. | Peso |
| -- | ---------------------- | ----- | ----------------------- | ---- | ---- | ---- |
| 3  | Stati Uniti (bandiera) | GA    | Raynere Thornton        | 1995 | 198  | 104  |
| 4  | Stati Uniti (bandiera) | G     | Ahmad Caver             | 1995 | 188  | 79   |
| 8  | Stati Uniti (bandiera) | A     | Phil Cofer              | 1996 | 203  | 104  |
| 9  | Stati Uniti (bandiera) | G     | Dusty Hannahs           | 1993 | 191  | 95   |
| 11 | Stati Uniti (bandiera) | G     | Shaq Buchanan           | 1997 | 191  | 86   |
| 13 | Stati Uniti (bandiera) | G     | Matt Mooney             | 1997 | 191  | 90   |
| 18 | Giappone (bandiera)    | A     | Yūta Watanabe           | 1994 | 206  | 93   |
| 19 | Stati Uniti (bandiera) | A     | Jarrod Uthoff           | 1993 | 206  | 100  |
| 20 | Stati Uniti (bandiera) | GA    | Josh Jackson            | 1997 | 203  | 94   |
| 25 | Stati Uniti (bandiera) | G     | Marquis Teague          | 1993 | 188  | 82   |
| 32 | Stati Uniti (bandiera) | A     | Rahlir Hollis-Jefferson | 1991 | 198  | 98   |
| 46 | Stati Uniti (bandiera) | G     | John Konchar            | 1996 | 196  | 95   |
| 55 | Australia (bandiera)   | A     | Venky Jois              | 1993 | 203  | 104  |
| 93 | Stati Uniti (bandiera) | A     | Nino Johnson            | 1993 | 206  | 111  |
|    | Brasile (bandiera)     | A     | Bruno Caboclo           | 1995 | 206  | 99   |
|    | Serbia (bandiera)      | G     | Marko Gudurić           | 1995 | 198  | 91   |
|    | Stati Uniti (bandiera) | G     | De'Anthony Melton       | 1998 | 190  | 86   |

## Staff tecnico
- Allenatore: Jason March
- Vice-allenatori: Brett Burman, Alex Lloyd, Carldell Johnson, Michael Joiner